# Pogonogenys frechini
Pogonogenys frechini är en fjärilsart som beskrevs av Munroe 1961. Pogonogenys frechini ingår i släktet Pogonogenys och familjen Crambidae. Inga underarter finns listade i Catalogue of Life.